# Geelvoetbuidelmuis
De geelvoetbuidelmuis (Antechinus flavipes) is een roofbuideldier uit het geslacht van de breedvoetbuidelmuizen. De wetenschappelijke naam van de soort werd voor het eerst geldig gepubliceerd door George Robert Waterhouse in 1838.

## Kenmerken
Hoewel de vachtkleur variabel is, is de soort altijd te herkennen aan de overgang tussen de grijsachtige rug en geelachtige flanken, buik en ledematen. De sterk behaarde staart is bruin van kleur. Om de ogen zitten gele ringen. De ondersoort rubeculus is groter en roder van kleur. De ondersoort leucogaster is kleiner en donkerder. De kop-romplengte bedraagt 90 tot 160 mm, de staartlengte 65 tot 140 mm en het gewicht 20 tot 75 g. Vrouwtjes hebben 8 tot 14 mammae.

## Leefwijze
Meer dan andere Antechinus is deze soort overdag actief. Het dier eet voornamelijk ongewervelden, maar ook kleine gewervelden, eieren en nectar. Het dier bouwt een nest van de droge bladeren in een holte. Na een paartijd van twee weken sterven alle mannetjes. Deze valt in augustus (flavipes), oktober (rubeculus) of juni-juli (leucogaster).

## Voorkomen
De geelvoetbuidelmuis komt voor in een aantal gescheiden populaties in Zuid- en Oost-Australië. De belangrijkste populatie, komt voor tussen Eungella (Queensland) en de Mount Lofty Ranges (Zuid-Australië), voor een deel slechts ten westen van de Great Dividing Range. Daarnaast bestaan er nog twee geïsoleerde populaties, één langs de oostkust van noordelijk Queensland, van Townsville tot Cooktown. De andere geïsoleerde populatie komt voor in het zuidwesten van West-Australië.

## Ondersoorten
De geelvoetbuidelmuis heeft de volgende ondersoorten:
- Antechinus flavipes flavipes (Waterhouse, 1838) – komt voor in zuidoostelijk Australië.
- Antechinus flavipes leucogaster (Gray, 1841) – komt voor in het zuidwesten van West-Australië.
- Antechinus flavipes rubeculus Van Dyck, 1982 – komt voor in het noordoosten van Queensland.

Antechinus adustus · Antechinus agilis · Antechinus argentus · Antechinus arktos · Antechinus bellus · Geelvoetbuidelmuis (Antechinus flavipes) · Antechinus godmani · Antechinus leo · Antechinus mimetes · Antechinus minimus · Antechinus mysticus · Stuarts breedvoetbuidelmuis (Antechinus stuartii) · Antechinus subtropicus · Antechinus swainsonii · Antechinus vandycki